# Linda Vista, Jalpan
Linda Vista är en ort i Mexiko.   Den ligger i kommunen Jalpan och delstaten Puebla, i den sydöstra delen av landet, 170 km nordost om huvudstaden Mexico City. Linda Vista ligger 567 meter över havet och antalet invånare är 123.
Terrängen runt Linda Vista är kuperad. Runt Linda Vista är det ganska tätbefolkat, med 62 invånare per kvadratkilometer. Närmaste större samhälle är Huehuetla, 18,8 km väster om Linda Vista. Omgivningarna runt Linda Vista är en mosaik av jordbruksmark och naturlig växtlighet.